# Замовлений убивця
Замовлений вбивця (англ. Hitman's Run) — американський бойовик 1999 року.

## Сюжет
Професійний вбивця Тоні Лазорка, працюючий на могутній мафіозний клан, відпустив бухгалтера, який знав його з дитинства, і, таким чином, не виконав контракт. За це його самого мало не вбили, і він погодився співпрацювати з ФБР в обін на нове ім'я — Джон Дуган і захист. Через кілька років молодий комп'ютерний хакер Брайан, найнятий мафією, зламав секретні досьє ФБР, і списки тих, хто потрапив під дію програми захисту свідків. Джон Дуган, колишній Тоні Лазорка, знайшов хакера і викрав його. За ними почали полювання корумповані агенти ЦРУ, які торгують наркотиками разом з мафією. Однак колишньому кілеру не сподобалося бути мішенню.

## У ролях
| Актор            | Роль                      |
| ---------------- | ------------------------- |
| Ерік Робертс     | Тоні Лазорка / Джон Дуган |
| Естебан Пауелл   | Брайан Пенні              |
| Сі Томас Хауелл  | Том Холлі                 |
| Ферра Форк       | Сара                      |
| Деміан Чапа      | Паоло Катанія             |
| Ліндсей Тейлор   | Ембер                     |
| Лінсі Тейлор     | Ембер                     |
| Ерік Поппік      | Сеймур Пенні / Сегал      |
| Майкл Д. Робертс | директор ФБР Дін Гарріс   |
| Брент Хафф       | Рендалл Гаррет            |
| Роберт Міано     | Домінік Катанія           |
| Пол Пардуччі     | Ронні                     |
| Лу Касаль        | Франко                    |
| Алекс Мендоза    | Енцо                      |
| Коул С. МакКей   | Денні                     |
| Джастін Лундін   | бандит в машині           |
| Меррітт Йонка    | агент ФБР Філ             |
| Томмі Постер     | Франческо                 |
| Боб Брагг        | вбивця на кораблі         |